# 名探偵コナン エピソード“ONE” 小さくなった名探偵
『名探偵コナン エピソード“ONE” 小さくなった名探偵』（めいたんていコナン エピソード“ワン” ちいさくなっためいたんてい）は、2016年12月9日に『金曜ロードSHOW!』で放送されたテレビアニメ『名探偵コナン』のスペシャル番組。
キャッチコピーは「あの日、あの時、それぞれの場所で一体何があったのか!?」。

## 概要
『名探偵コナン』のテレビアニメ放送20周年を記念して製作された2時間スペシャルエピソード。タイトルの一部となった『小さくなった名探偵』は、原作第2話のサブタイトルでもある。
アニメスペシャルとしては、2016年1月9日と16日に2週連続の『名探偵コナン』第804話 - 第805話分で放送された『名探偵コナン コナンと海老蔵 歌舞伎十八番ミステリー』以来11か月ぶりであり、こちらも本作と同じくテレビアニメ放送20周年記念で製作されたため、その意味のスペシャルアニメは本作が2作目となった。また、通算話にカウントされない『金曜ロードSHOW!』におけるオリジナル2時間スペシャルとしても、『名探偵コナン 江戸川コナン失踪事件 〜史上最悪の2日間〜』が初作品として2014年12月26日に放送されて以来2年ぶりの、同様のスペシャルアニメ2作目 ともなる。
製作は通常のレギュラー放送と同じく読売テレビが担当しているが、『金曜ロードSHOW!』自体が日本テレビの責任枠であるため、スポンサーセールス・全国への番組送出・CM出し・提供クレジット表示はすべて東京の日本テレビタワーで行われた（通常のレギュラー放送は大阪の読売テレビ本社が担当）。
原作者の青山剛昌も全面監修として制作に参加し、アニメ第1話「ジェットコースター殺人事件」（単行本第1巻File1「平成のホームズ」）を中心に主人公・工藤新一とヒロイン・毛利蘭がトロピカルランドへ行く約束を交わした経緯など、さまざまな要素を追加した新たな内容で描かれた。オープニングには、その時点で原作で描かれていた幼少時から本作の時間軸までにあたる全エピソードの名場面が原作漫画風カットで流れ、台詞部分にメインスタッフとキャストが紹介されている。
2016年9月14日に制作が発表され、同年9月17日に予告動画が公開された。その後、同年12月9日の『金曜ロードSHOW!』枠で放送されることが、同年11月16日に発表された。
本作では灰原哀など、原作やアニメの第1話当時は登場前だった人物が多数登場する。なお、原作とアニメ双方の第1話に登場した主要人物は工藤新一と毛利蘭、毛利小五郎、目暮十三、黒ずくめの組織のジンとウォッカのみである。また、和田陽奈はテレビアニメに先駆けて本作でアニメ初登場となった。
本作の放送にて2017年4月15日公開の劇場版第21作『から紅の恋歌』の特報映像が公開された。
放送日と同日に小説版が小学館ジュニア文庫から発売された。
読売テレビでは、2016年12月4日から同年12月8日まで「『名探偵コナンエピソード“ONE”』放送記念！コナン傑作選」と題して本作の放送を記念したテレビアニメ版の初期作品の再放送が行なわれ、本作のオリジナル予告編も頻繁に流された。
本作はアニメシリーズ初の工藤新一役の山口勝平がオープニング、エンディング、公式サイトのキャストクレジットでトップになり、従来の主演である江戸川コナン役の高山みなみは2番目またはトメ表記になっている。また、劇場版やスペシャルでオープニングにメインキャストクレジットがある場合は、従来表記されていた毛利小五郎がクレジットされず、エンディングの全キャストクレジットでも第2画面に表記されているのも初めてのことである。本作のエンディングで第1画面は、新一役の山口、コナン役の高山、毛利蘭役の山崎和佳奈が表記されている。
関東地区での平均視聴率は10.7%を記録した。
約4年後の2020年9月11日には、「2週連続名探偵コナン祭り」と題し、本作が『金曜ロードSHOW!』で再度放送された。翌9月18日には『江戸川コナン失踪事件 〜史上最悪の2日間〜』も同枠で放送された。

### 引用エピソード
全エピソードは原作・アニメでの描写がほぼすべて忠実に再現されているが、どのシーンもリメイクされており、構図・演出も微妙に異なる。アニメ版と一致するセリフもすべて新録で、発表から現在までに声優が変更されたキャラクターも現在の声優で吹き替えられている。また、エンディングではこれまでのエピソードの一部がダイジェスト形式で流されている。以下、本作の時系列順に引用された原作・アニメのエピソードを記載する。
| アニメ          | 原作巻数      | タイトル                                            |
| --------------- | ------------- | --------------------------------------------------- |
| 第772話 第773話 | 第83巻 第84巻 | 「工藤新一水族館事件」                              |
| 劇場版第4作     | 第4巻         | 『瞳の中の暗殺者』                                  |
| 第1話           | 第1巻         | 「ジェットコースター殺人事件」                      |
| 第2話           | 第1巻         | 「社長令嬢誘拐事件」                                |
| 第3話           | 第1巻         | 「アイドル密室殺人事件」                            |
| 第16話          | 第6巻         | 「骨董品コレクター殺人事件」                        |
| 第38話          | 第2巻         | 「赤鬼村火祭殺人事件」                              |
| 第22話 第23話   | 第3巻         | 「豪華客船連続殺人事件」                            |
| 第9話           | 第6巻 第7巻   | 「天下一夜祭殺人事件」                              |
| 第11話          | 第7巻         | 「ピアノソナタ『月光』殺人事件」                    |
| 第48話 第49話   | 第10巻        | 「外交官殺人事件」                                  |
| 第77話 第78話   | 第15巻        | 「名家連続変死事件」                                |
| 第223話         | 第28巻        | 「そして人魚はいなくなった（推理編）」              |
| 第128話         | 第2巻         | 「奇妙な人探し殺人事件」 「黒の組織10億円強奪事件」 |
| 第76話          | 第16巻        | 「コナンVS怪盗キッド」                              |
| 第129話         | 第19巻        | 「黒の組織から来た女 大学教授殺人事件」             |

## ストーリー
黒ずくめの組織の研究室では、組織の科学者・シェリーがある薬 の研究を行なっていた。薬を投与したモルモットをモニタリングしていると、他のモルモットが全て死んでいるのに対して1匹だけ生き残っているモルモットを発見する。
工藤新一と毛利蘭は、米花水族館である事件を解決したあと帰路についていたが、新一が事件のトリックを考えている間に蘭の携帯電話を蘭のコートのフードに入れていたことを言い忘れて、蘭がフードを被ろうとした拍子に携帯電話が側溝に落ちてしまう。新一は謝るが、蘭が対価を要求して来たため、次の日曜日に携帯電話を買ったあと、蘭が空手の都大会で優勝したら今度オープンするトロピカルランドと言う遊園地に連れて行ってやる、と約束する。
一方その頃、あるバーでは黒の組織のウォッカが他のメンバーからとあるネガを受け取っていた。そこへジンが現れ「最近組織を嗅ぎ回っているネズミ（スパイ）がいるらしい」と言いながらXYZと呼ばれるカクテルを差し出すと、ウォッカとジンに挟まれた男は動揺しながら店を後にする。スパイであった男は自身の車に爆弾が仕掛けられていると勘繰り、恐る恐るキーを差し込み回すが、何事もなく一安心する。それでもシートベルトのバックルに仕掛けられているのでは、と思い恐る恐る差し込んで何事もなく更に一安心し、シフトレバーを動かすがその瞬間、車は男ごと爆破されてしまう。
約束の日曜日になり新一と蘭は携帯電話を買いに出掛ける。その途中、公園でサッカーをして遊ぶ子供たち にサッカーボールをリフティングしながら渡す。これを見ていた蘭は新一に、サッカーを続けていれば良かったのにと告げるが、新一は探偵として体力を付けるためにサッカーをやっていて、本当に目指しているのはシャーロック・ホームズのような探偵だと言い返す。そんな話をしていると、ひったくり犯を捕まえて欲しいと言う悲鳴が聞こえて来たので現場に駆け付けるが、そこには和田陽奈がいたので蘭は安心してその場を任せる。
そこに鈴木園子が現れ、鈴木邸に来ないかと2人を誘う。3人が鈴木邸に着くと、瀬羽尊徳とその夫人が来ており、3人は瀬羽夫妻と挨拶を交わす。その時、瀬羽の乗っていた電動車椅子が誤作動を起こし、壺の乗った台にぶつかりそうになるが、間一髪で蘭が助ける。その様子を見ていた新一は何かに気付いたような顔をするが、特に何もないと否定する。その後、蘭は鈴木財閥の作った道着を試着させてもらうが、都大会には指定の道着があるため着られないことを話す。
その週末の都大会当日、蘭は順調に勝ち進み決勝戦に臨む。決勝の相手はあの和田陽奈だった。2人は互角の戦いを繰り広げるが、新一が目暮警部に呼ばれて事件現場へ行くことを蘭に告げると、蘭は怒りのあまり力を増幅させ優勝してしまう。そして、この決勝戦より前の試合から、園子が親友を一生懸命応援している姿を京極真が見ていた。
事件が解決し、新一は蘭と約束通りトロピカルランドに行き、そこでまたも殺人事件が発生してしまうが、持ち前の推理力で見事に解決する。その帰りにコースターに乗っていたウォッカの姿を目撃し、蘭を置いてウォッカの後を追うが…。

## 登場人物

### レギュラーキャラクター
- 工藤新一 - 山口勝平
- 江戸川コナン - 高山みなみ
- 毛利蘭 - 山崎和佳奈
- シェリー（宮野志保） - 林原めぐみ
- 阿笠博士 - 緒方賢一
- 工藤優作 - 田中秀幸
- 工藤有希子 - 島本須美
- 服部平次 - 堀川りょう[注 8]
- 赤井秀一 - 池田秀一
- 毛利小五郎 - 小山力也
- 妃英理 - 高島雅羅
- ジョディ・スターリング - 一城みゆ希
- 目暮十三 - 茶風林
- 高木刑事 - 高木渉
- 千葉刑事 - 千葉一伸
- 吉田歩美 - 岩井由希子
- 円谷光彦 - 大谷育江
- 小嶋元太 - 高木渉
- 鈴木園子 - 松井菜桜子
- 京極真 - 檜山修之[注 8]
- 和田陽奈 - 小松未可子
- 怪盗キッド - 山口勝平[注 8]
- バーボン（安室透） - 台詞なし[注 9]
- 水無怜奈 - 台詞なし[注 10]
- 鈴木次郎吉 - 富田耕生
- 鈴木史郎 - 松岡文雄
- 鈴木朋子 - 一柳みる
- 遠山和葉 - 台詞なし[注 11]
- 浅井成実 - 台詞なし[注 12]
- 沖野ヨーコ - 台詞なし[注 13]
- 横溝参悟 - 台詞なし[注 14]
- ゴロ（初代）[34] - 台詞なし[注 15]
- ウォッカ - 立木文彦
- ベルモット - 小山茉美
- 広田雅美（宮野明美） - 玉川砂記子
- キャンティ - 井上喜久子
- コルン - 台詞なし[注 16]
- ジン - 堀之紀

### 第1話の登場キャラクター
社長
声 - 浦山迅
黒の組織に拳銃密輸の件を脅迫されていた。名前や詳しい素性は不明。バーボンによれば、暴力団の泥惨会（）と絡んでいるとされていた。
ひとみ
声 - 天野由梨
新一と蘭が乗り合わせたジェットコースターの乗客。体操部出身であり、風でスカートがめくれた際には太腿の痣を新一に目撃されている。
岸田
声 - 石川英郎
新一と蘭が乗り合わせたジェットコースターの乗客。愛子の恋人。ジェットコースターの乗車中に首を切断され、死亡する。
愛子
声 - 百々麻子
新一と蘭が乗り合わせたジェットコースターの乗客。岸田の恋人。
礼子
声 - 河原木志穂
新一と蘭が乗り合わせたジェットコースターの乗客。眼鏡をかけている。
瀬羽 尊徳（せわ そんとく）
声 - 秋元羊介
第1話冒頭の事件の犯人。本作では新一とは園子の家で一度顔を合わせていたことや、妻と共に園子の両親と親交を持っていたことが明らかになった。また、原作やアニメ第1話には登場しなかった息子（声 - 三戸耕三）が登場している。
瀬羽夫人
声 - さとうあい
瀬羽の妻。アニメ第1話には登場していなかったが、原作と本作では登場している。
山崎 哲（やまざき てつ）
米花銀行頭取。瀬羽の友人。アニメ第1話冒頭の事件の被害者。
警官
声 - 伊東健人
トロピカルランドでコナンを保護した警察官。新一（コナン）が取引を目撃しジンに殴られるまでの一連の話を説明しても他の警察官やランドの医療スタッフ共々「家出をしていて帰りたくないがための虚言」と解釈し、相手にしなかった。
メイド
声 - 白石涼子
瀬羽家に仕えるメイド。

### オリジナルキャラクター
バーの男
声 - 安井邦彦
黒の組織にスパイとして潜入していた男性。本名は本編で言及が無く不明で、コードネームを与えられていたかどうかも定かではない。所持していたトロピカルランドでの取引の材料となる取引相手の社長が関わっていた拳銃密輸のネガをウォッカに渡すが、ジンには正体を見抜かれており、車ごと爆死させられる。
ネガを渡す際に飲んでいた酒はXYZと呼ばれるカクテルで、ジン曰く「これで終わり」という意味を持っている。

### アニメ第1話との声優の違い
| キャラクター名 | アニメ第1話 | 本作       |
| -------------- | ----------- | ---------- |
| 毛利小五郎     | 神谷明      | 小山力也   |
| 社長           | 辻親八      | 浦山迅     |
| ひとみ         | 引田有美    | 天野由梨   |
| 岸田           | 千葉一伸    | 石川英郎   |
| 警官           | 千葉一伸    | 伊東健人   |
| 愛子           | まるたまり  | 百々麻子   |
| 礼子           | 永澤菜教    | 河原木志穂 |
| 瀬羽尊徳       | 渡部猛      | 秋元羊介   |
| 瀬羽夫人       | 未登場      | さとうあい |

## 音楽
「胸がドキドキ」
作詞・作曲 - 甲本ヒロト、真島昌利 / 編曲・歌 - THE HIGH-LOWS
アニメ初代オープニングテーマ
第1話（1996年1月8日） - 第30話（同年8月26日）
クレジット上は「劇中歌」だが、事実上のオープニングテーマとして使用された。なお、DVDやBDではエンディングテーマとしても使用されている。
「運命のルーレット廻して」
作詞 - 坂井泉水 / 作曲 - 栗林誠一郎 / 編曲 - 池田大介 / 歌 - ZARD
アニメ第4代オープニングテーマ
第97話（1998年4月13日） - 第123話（同年11月9日）
トロピカルランドのデートシーンで使用。TVアニメで使用されたアレンジとは異なり、シングルバージョンが使用された。

## スタッフ
- 原作・監修 - 青山剛昌
- 製作 - 小石川伸哉、久保雅一、竹崎忠
- 脚本 - 山本泰一郎、柏原寛司[注 20]
- キャラクターデザイン・総作画監督 - 須藤昌朋
- 美術監督 - 吉原俊一郎
- 色彩設計 - 中尾総子
- 撮影監督 - 山本三良
- CG監督 - 植木麻央
- 音響監督 - 浦上靖之、浦上慶子
- 音響効果 - 横山正和、横山亜紀
- 音楽 - 大野克夫
- プロデューサー - 諏訪道彦、米倉功人、近藤秀峰、石山桂一
- 監督・絵コンテ・演出 - 山本泰一郎
- 企画 - 菊川雄士、浅井認、小島哲
- 原案協力 - 週刊少年サンデー編集部
- 絵コンテ - 寺岡巌、金井次朗、亀垣一
- 演出 - 濁川敦、菅井嘉浩
- 作画監督 - 岩井伸之、高橋成之、広中千恵美
- 作画監督補佐 - 小野可奈子、清水義治、佐々木恵子、吉見京子、岩佐裕子、高橋恒星、井元愛夕、大高美奈、本吉晃子
- 動画検査 - 奥本静香、谷口昌彦
- 色彩設計 - 中尾総子
- 色指定・仕上検査 - 中尾総子、清水美紀、大本真希、上村貴子、伊藤淳帆、山瀬仁美、藤田舞、黒目綾子
- 特殊効果 - 林好美
- 美術設定協力 - 青木隆
- 2D背景用3Dモデリング - 三戸康史
- タイトルCGアニメーション - 西山仁
- 音響制作デスク - 太田恵理子
- ミキサー - 田口信孝
- アシスタントミキサー - 鶴巻慶典
- 編集 - 岡田輝満
- 制作デスク - 原万里菜
- 文芸担当 - 小宅田貴恵
- 設定制作 - 下村弘樹、田村麻衣
- 制作進行 - 西田恒行、坪川淳史、楮畑真希
- 制作担当 - 藤堂真孝、岡田悠平
- 出版協力 - 伊藤澄
- アニメーションプロデューサー - 寺島清晃、三浦陽児
- アニメーション制作 - V1Studio（会社名ではなくトムスの制作スタジオの名称）
- 製作 - 小学館、読売テレビ、トムス・エンタテイメント

## テレビ放送
| 回数 | 番組名（放送枠名） | 放送形態 | 放送日        | 放送時間    | 放送分数 | 平均世帯視聴率 | 備考                                         |
| ---- | ------------------ | -------- | ------------- | ----------- | -------- | -------------- | -------------------------------------------- |
| 1    | 金曜ロードSHOW！   |          | 2016年12月9日 | 21:00-22:54 | 114分    | 10.7%          |                                              |
| 2    | 金曜ロードSHOW！   |          | 2020年9月11日 | 21:00-22:54 | 114分    | 10.4%          | 血液の飛散など映像描写が一部変更されている。 |